# Peter Fitger (rättsvetare)
Carl Peter Fitger, född 31 maj 1937 i Oscars församling, Stockholm, död 10 juni 2011 i Trosa församling, Södermanlands län, var en svensk rättsvetare som inriktade sig på den svenska processrätten. Han var son till Peter Fitger.
Som författare till lagkommentaren till rättegångsbalken, som blivit en av de mest använda källorna i svensk juridik, blev han en av de till namnet mest kända juristerna i Sverige. 
Han var även hovrättsråd i Svea hovrätt och blev 1972 anställd som sakkunnig m.m. i Justitiedepartementet på enheten för processrätt. Han var hedersdoktor vid Uppsala universitet och tilldelades av regeringen professors namn. Fitger är begraven på Skogskyrkogården i Stockholm.